# Grace McKenzie
Grace McKenzie, primo voto Nelson, secundo voto Morgan (ur. 8 lipca 1903 w Garston, zm. w sierpniu 1988 w Liverpoolu) – angielska pływaczka reprezentująca Wielką Brytanię, medalistka igrzysk olimpijskich.
McKenzie wystartowała na igrzyskach olimpijskich dwukrotnie. Podczas VII Letnich Igrzysk Olimpijskich w Antwerpii w 1920 roku wystartowała we wszystkich konkurencjach kobiecych. Na dystansach 100 i 300 metrów stylem dowolnym odpadła w fazie eliminacyjnej. W kobiecej sztafecie 4 × 100 m stylem dowolnym wystartowały jedynie trzy ekipy. Brytyjki z McKenzie na czwartej zmianie zajęły drugie miejsce.
Cztery lata później podczas VIII Letnich Igrzysk Olimpijskich w Paryżu Jeans wystartowała w kobiecej sztafecie 4 × 100 m stylem dowolnym. Brytyjka płynęła tym razem na trzeciej zmianie i wraz z koleżankami z drużyny wywalczyła tytuł wicemistrzowski.
McKenzie reprezentowała barwy klubu Garston SC.